# Syneuodynerus fouadi
Syneuodynerus fouadi är en stekelart som först beskrevs av Giordani Soika 1939.  Syneuodynerus fouadi ingår i släktet Syneuodynerus och familjen Eumenidae.

## Underarter
Arten delas in i följande underarter:
- S. f. dhofariensis
- S. f. tensiftensis